# Scleria
Scleria er en slægt i halvgræs-familien (Cyperaceae). Scleria forekommer overalt i troperne, og hist og her også i subtropisk og tempereret klima. Der er ca. 200 arter..
Slægtsnavnet Scleria er græsk og betyder "hårdt" - en henvisning til de hårde frø.
De forskellige arter er meget forskellige. De er oftest flerårige, men nogen er kun et-årige. Nogen har jordstængler. Stråene kan vokse enkeltvis eller i tuer. Fra få centimere høje til pænt over en meter. Få eller mange blade. Også blomsterstanden varierer fra et enkelt aks mange i et bundt.